# Kidínuides
Els Kidínuides (o Quidínuides) van ser una dinastia que va governar Elam cap a la meitat del segon mil·lenni aC.
El terme dinastia és convencional doncs no es coneixen les relacions entre els cinc reis que la componen i l'ordre de successió i les circumstàncies amb les que van arribar al poder, no es coneixen. Els reis van ser Kidinu, Inshushinaksunkir-Nappipir, Tan-Ruhurater II, Shalla i Tepti-Ahar. Hi ha evidencies d'un trencament entre l'època dels sukkalmahs i els Kidínuides: el títol reial torna a ser "rei de Susa i Anshan" a les inscripcions mesopotàmiques, o d'Anshan i Susa a les elamites, i es fan dir "servidors de Kirwashir" un deu elamita; però l'accadi continua essent la principal llengua a les inscripcions.

## Llista de reis
- Kidinu
- Inshushinaksunkir-Nappipir
- Tan-Ruhurater II
- Shalla
- Tepti-Ahar